# Vaksdal Station
Vaksdal Station (Vaksdal stasjon) er en jernbanestation på Bergensbanen, der ligger i byområdet Vaksdal i Vaksdal kommune i Norge. Stationen består af krydsningsspor og et sidespor. Tog mod Bergen holder ved en perron med en stationsbygning, der er opført i træ efter tegninger af Georg Andreas Bull. Tog fra Bergen holder ved en perron på den modsatte side af en bro over banen for Kaivegen. Kaivegen fører ned til Sørfjorden, som stationen ligger tæt på.
Stationen åbnede som holdeplads sammen med Vossebanen, på dette stykke nu en del af Bergensbanen, 11. juli 1883. Den blev opgraderet til station 1. juli 1910. Den blev fjernstyret 28. juni 1979 og gjort ubemandet omkring 1. januar 1997.